# Décennie 1890 aux échecs
 Chronologie des échecs - décennie 1890-1899

## Année 1890
- Mikhaïl Tchigorine bat Wilhelm Steinitz lors d'un match disputé par télégraphe.

## Année 1891
- Wilhelm Steinitz conserve son titre de champion du monde face à Isidor Gunsberg sur le score de 10½ à 8½.

## Année 1892
- Wilhelm Steinitz conserve son titre de champion du monde face à Mikhaïl Tchigorine sur le score de 12½ à 10½.

- Emanuel Lasker remporte le Tournoi de Londres.
- Harry Nelson Pillsbury bat Wilhelm Steinitz 2-1 à Boston.

- Naissance d'Alexandre Alekhine

## Année 1893
- Emanuel Lasker remporte le tournoi international de New York devant Adolf Albin et Jackson Showalter.
- Le match entre Siegbert Tarrasch et Mikhaïl Tchigorine se conclut par l'égalité de points.

## Année 1894
- Emanuel Lasker devient le nouveau champion du monde en dominant Wilhelm Steinitz sur le score de 12 à 7.

- Wilhelm Steinitz remporte le tournoi international de New York devant Adolf Albin et Jackson Showalter.

- Alfred Binet publie Psychologie des grands calculateurs et joueurs d'échecs

## Année 1895
- Le jeune prodige américain Harry Nelson Pillsbury créé la sensation en remportant le Tournoi d'Hastings devant Mikhaïl Tchigorine, Emanuel Lasker et Wilhelm Steinitz.
- Emanuel Lasker remporte le tournoi de Saint-Pétersbourg devant Wilhelm Steinitz, qui précède Harry Nelson Pillsbury, suivi de Mikhaïl Tchigorine.

## Année 1896
- Emanuel Lasker remporte le tournoi de Saint-Pétersbourg devant Wilhelm Steinitz
- Emanuel Lasker remporte le tournoi de Nuremberg.

## Année 1897
- Emanuel Lasker conserve son titre de champion du monde en écrasant Wilhelm Steinitz 12½ à 4½.

## Année 1898
- Harry Nelson Pillsbury et Siegbert Tarrasch sont premiers ex æquo du tournoi de Vienne. Tarrasch l'emporte au départage.

## Année 1899
- Emanuel Lasker remporte le tournoi de Londres.
- Mikhaïl Tchigorine remporte le premier Championnat de tous les maîtres de Russie.